# Aleksander Ristmägi
Aleksander Ristmägi, född 1902 i Estland, död 1972, var en estländsk-svensk målare och tecknare.
Ristmägi studerade vid konsthögskolan Pallas i Tartu och var efter studierna verksam som konstnär i Estland. Under oroligheterna i slutet av andra världskriget kom han som flykting till Sverige. Han medverkade i ett flertal utställningar med andra lettiska och estländska konstnärer bland annat i utställningen Estnisk och lettisk konst på Liljevalchs konsthall i Stockholm.